# Skanssundet
Skanssundet är ett sund mellan Mörkö socken i Södertälje kommun och Grödinge socken i Botkyrka kommun. Skanssundet har sitt namn efter Nässkansen och Furuholmsskansen som låg på båda sidor om sundet. Mot norr och Södertälje ansluter Järnafjärden, mot söder och Östersjön övergår den i Himmerfjärden. Sundet är en viktig farled från södra Östersjön in mot Södertälje och utgör en del av Södertäljeleden. Sundet blev därför militärstrategiskt viktigt och har befästs och bevakats i 300 år. Skanssundsleden är namnet på färjeleden över Skanssundet, som trafikeras av Trafikverket Färjerederiet, den är en del av väg 569.

## Geografi

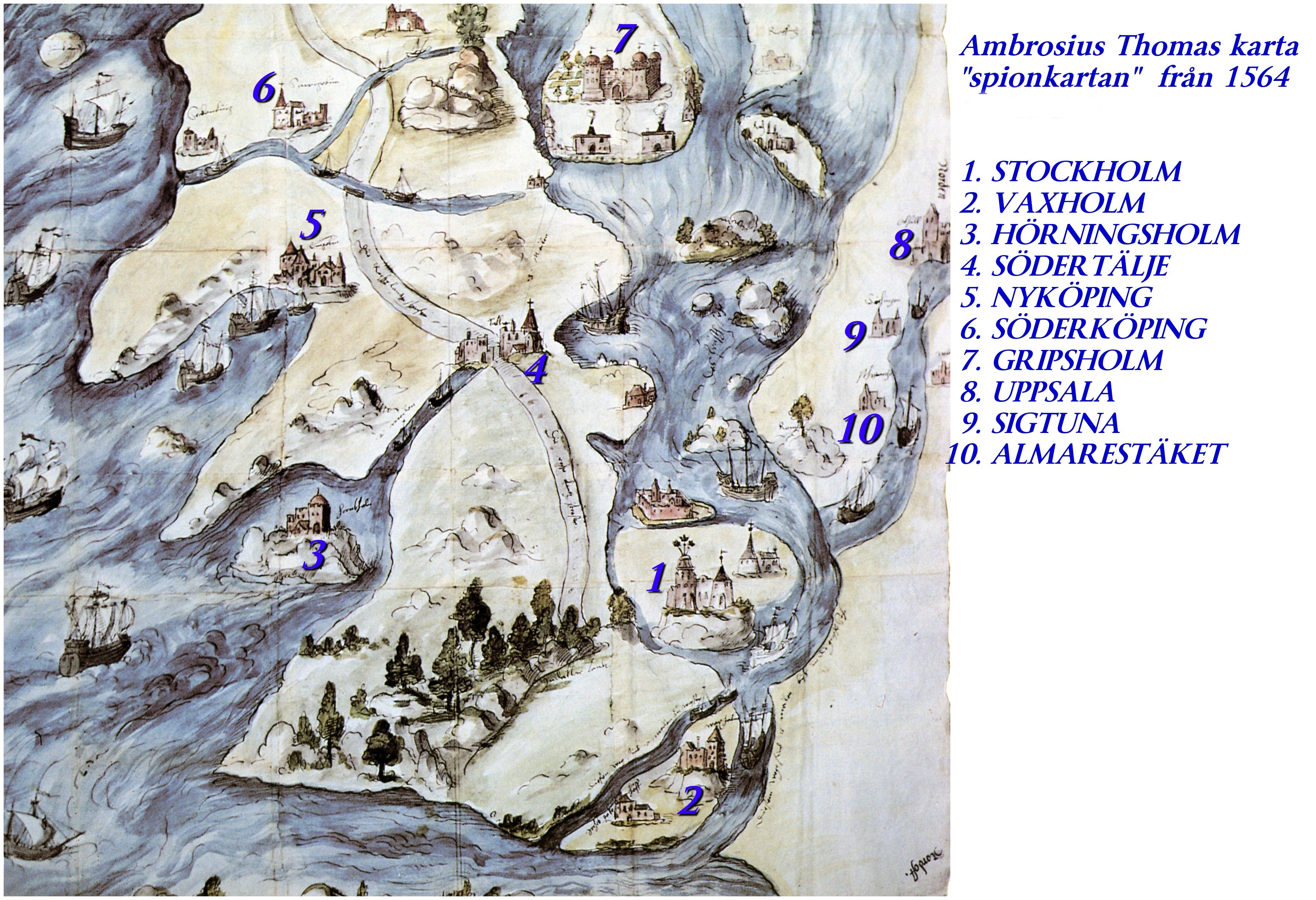
Ambrosius Thomas spionkarta från 1564.

Den äldsta kartan över området är den så kallade spionkartan som upprättades av den preussiske Stockholmsambassadören Ambrosius Thomas år 1564 (eller 1568) på uppdrag av hertig Albrekt av Preussen. Kartan är ritad att underlätta en planerad fritagningsoperation av hertig Johan (sedermera Johan III), som satt fången på Gripsholms slott. 
Kartan är felorienterad med norr åt höger och väderstrecken delvis missvisande men den visar ändå schematiskt flera farleder in mot Mälaren och Gripsholm, vars typiska torn tydligt framgår. Södertörns karakteristiska södra spets pekar åt vänster (längst ner) och slottet Tre kronor står på en hög klippa med Storkyrkan intill. En bred färdväg (Göta landsväg) sträcker sig från Stockholm till Södertälje. Hörningsholms slott redovisas på en stor ö (Mörkö) med breda, öppna sund på ömse sidor. 
Det nedre sundet föreställer nuvarande Skanssundet och det övre nuvarande Pålsundet. Sedan 1500-talet har landhöjningen höjt landskapet med cirka 2,5 meter och sundet har blivit betydligt smalare och grundare.

## Skanssundets strategiska betydelse

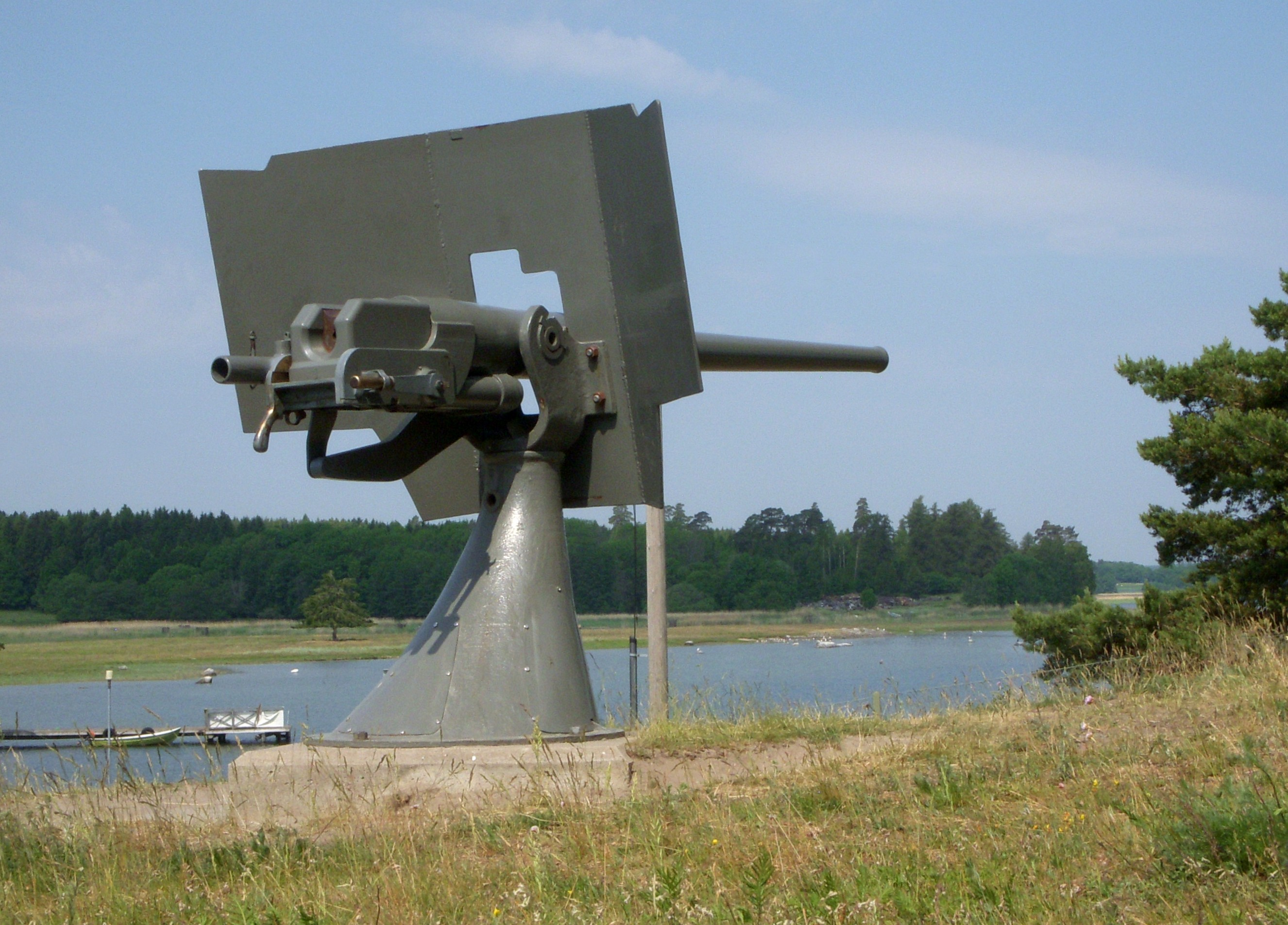
1900-tals kanon på f.d. Furuholmsskansen.

Fram till början av 1600-talet var båda farlederna in mot Södertälje (öster och väster om Mörkö) obefästade.  Först under Gustav II Adolf togs de första initiativen till ett fast försvar i området kring Hörningsholm. Anledningen var rykten att Sigismund av Polen 1623 drog samman en här vid Danzig för ett anfall mot Sverige. I all hast iståndsattes försvarsanordningar i Stockholms skärgård och fyra skansar uppfördesi området som gick under namnet Hörningsholms skansar; Nässkansen, Furuholmsskansen, Kasholmsskansen och Hölö skans. Ritningar upprättades på uppdrag av Axel Oxenstierna och arbetsstyrkan och bemanningen kom från Södermanlands regemente.
Under rysshärjningarnas år 1719 bemannades Hörningsholmsskansarna av svensk trupp. Men truppens försvarsvilja var inte särskilt stor: hvilka likväl, avmarscherade dagen före fiendens ankomst. Befolkningen på Mörkö flydde sedan de avmarscherande trupperna lär ha sagt: nu slipper ni oss; men snart kommer andra som gör er mer ondt. Södertälje och kustbygderna däromkring brändes och härjades sedan av ryssarna, bland annat förstördes Hörningsholms slott. Men skadan kunde ha blivit ännu större om ryssarna hade fortsatt in i Mälaren där det var fritt fram att bränna och skövla oersättliga slott och herrgårdar.
Så sent som i augusti 1914 bemannades skansarna intill sundet på nytt. Man förde hit kanoner och minerade Skanssundet. Mobiliseringen blev dock kortvarig och redan i oktober 1914 skickades styrkan hem igen. År 1927 beslutade riksdagen att avveckla Nässkansen och de övriga skansarna i området. Därmed hade även Skanssundet förlorat sin strategiska betydelse som varade under 300 år. Idag påminner en 1600-tals kanon på östra sidan sundet och en 1900-tals kanon på västra sidan om denna tid.

## Skanssundet i modern tid

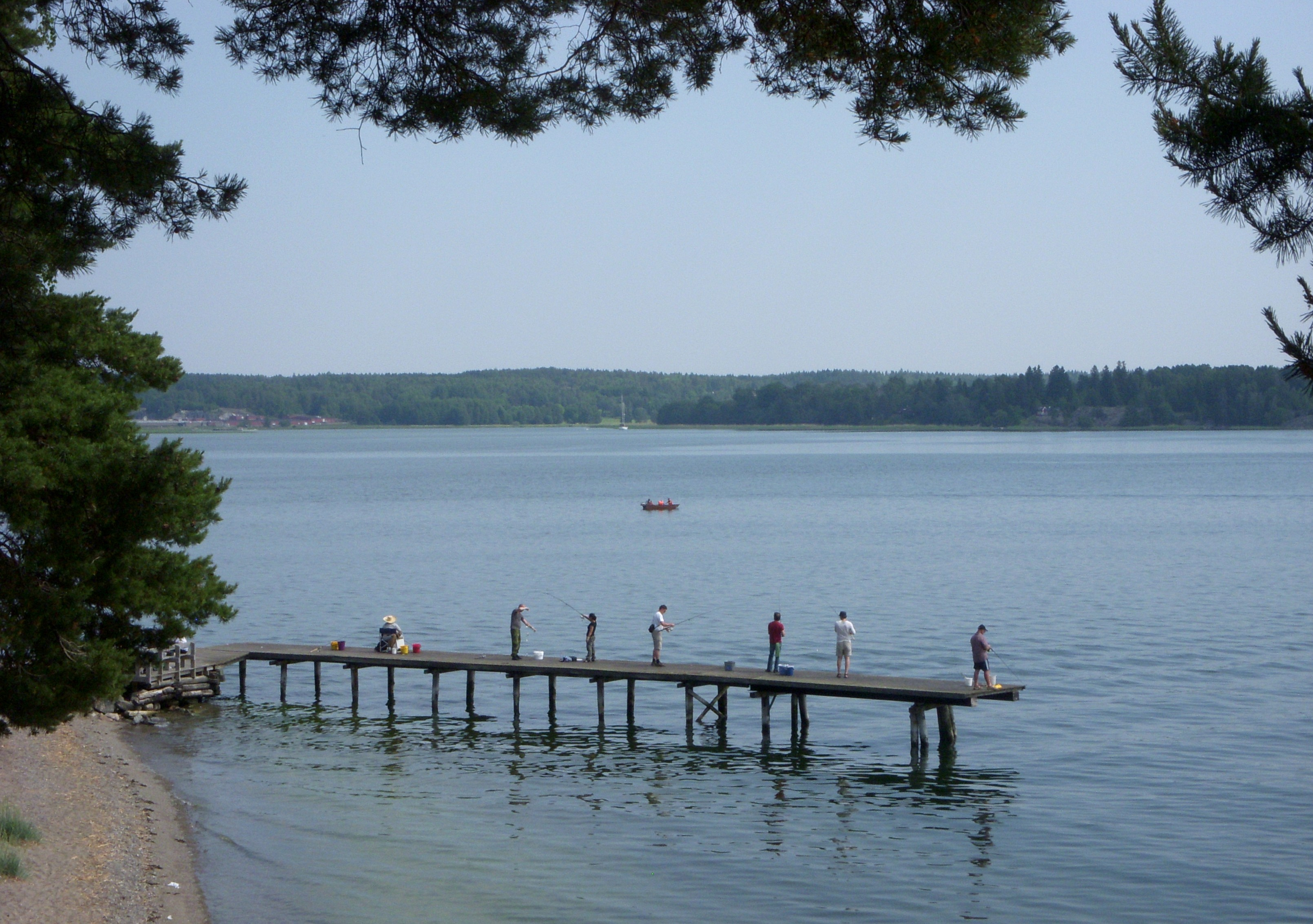
Fredligt fiske i Skanssundet 2011.

På 1920-talet kom den första, av mankraft drivna linfärjan. En liten färja byggd i trä som löpte längs en uppspänd lina över leden. Det är oklart om det var färjemannen som ensam hanterade dragträna, eller om han hade rätt att ta hjälp av passagerarna. Den första motordrivna färjan kom till Skanssundet på 1950-talet och färjan M/S Karin, som trafikerar sträckan Hörningsnäs - Mörkö idag, sattes i trafik år 1979.
Trots att leden bara är 330 meter bred har man valt att inte ersätta färjan med en bro. Detta på grund av den mycket täta båttrafiken i Himmerfjärden och Södertälje kanal, som utgör huvudfarleden in mot Södertälje. Den forna Furuholmsskansen på halvön Skansholmen är stark förändrad och numera långtidscamping medan Nässkansen är relativt välbevarad och sköts av Botkyrka kommun som ett fornminne. Över Skanssundet passerar även Sörmlandsleden.